# Elisabeth Demleitner
Elisabeth Demleitner (n. 23 septembrie 1952, Kochel am See, Bavaria, Germania) este o sportivă ce a reprezentat Germania, medaliată olimpică. A participat la 3 ediții ale Jocurilor Olimpice (1972, 1976, 1980) în care a câștigat două medalii de bronz.